# سليم أي
سليم أي (بالتركية: Selim Ay) (31 يوليو 1991 بأنطاليا في تركيا - ) هو لاعب كرة قدم تركي في مركزي الدفاع وقلب الدفاع. شارك مع منتخب تركيا ب لكرة القدم ‏. أما مع النوادي، فقد لعب مع قونيا سبور.

## وصلات خارجية
- سليم أي على موقع الاتحاد الأوربي (الإنجليزية)
- سليم أي على موقع اتحاد تركيا (لاعب) (الإنجليزية)
- سليم أي على موقع قاعدة بيانات كرة القدم.إي يو (الإنجليزية)
- سليم أي على موقع Soccerway.com (الإنجليزية)
- سليم أي على موقع عالم كرة القدم.نت (الإنجليزية)
- سليم أي على موقع AS.com (الإسبانية)